# PARADISE (サザンオールスターズの曲)
「PARADISE」（パラダイス）は、サザンオールスターズの楽曲。自身の42作目のシングルとして、タイシタレーベルから8cmCD・12インチレコードで1998年7月29日に発売された。
発売1週間後の8月5日には12インチレコードも発売され、2005年6月25日には12cmCDとして再発売されている。また、2014年12月17日からはダウンロード配信、2019年12月20日からはストリーミング配信が開始されている。

## 背景・プロモーション
アルバム『さくら』の先行シングルとして発売された作品。
表題曲「PARADISE」よりもカップリング曲「CRY 哀 CRY」の方がタイアップとして先にメディアで公開されていた。

## 収録曲
- 収録時間：10:52

1. PARADISE (5:54)
（作詞・作曲:桑田佳祐　英語補作詞:Tommy Snyder　Japanese Rap inspired by:北原白秋　編曲:サザンオールスターズ）
フジテレビ系ドラマ『ハッピー・マニア』主題歌。
ファンク・テイストを強く打ち出した楽曲で[1]、核兵器に関する問題をテーマにしている[7][8]。また、サザンのシングル曲の中では最長の5分54秒。ちなみに原がラップで「空が真っ赤に燃えている 林檎剥く手を止めてはみたが〜」と歌っているが、これは北原白秋の『東京景物詩』に収録されている『あかい夕日に』という詩に感化してアレンジしたものである。
ミュージック・ビデオでは、サザンのメンバー6人による演奏シーンと歌詞のテーマとなっている核問題を風刺する映像が織り交ぜられている[9]。
1997年から2018年の楽曲を収録したベスト・アルバム『海のOh, Yeah!!』が2018年に発売されたが、桑田がアルバム収録の際に選曲しなかったため収録が見送りされた[10]。
R-指定（Creepy Nuts）が本楽曲を気に入っている旨を語っている[7]。
2. CRY 哀 CRY (4:58)
（作詞・作曲:桑田佳祐　編曲:サザンオールスターズ）
メンバー全員出演の三菱電機『モバイルキャンペーン』CMソング[注釈 2]。
詩集や和歌に登場する日本の古文などで書かれた歌詞となっている。「PARADISE」とは打って変わってハードロックな曲調になっている[2][11]。
歌詞の難解さもあって、2019年に行われた全国ツアー『LIVE TOUR 2019 “キミは見てくれが悪いんだから、アホ丸出しでマイクを握ってろ!!” だと!? ふざけるな!!』で演奏された際は左右の小型モニターに現代語訳が歌詞と共に表示された。このツアーの模様を収録したDVD・Blu-rayの字幕でも同様の対応をとっている[12]。

## 参加ミュージシャン
- 桑田佳祐:Vocal, Guitar(#1,2)
- 大森隆志:Guitar(#1,2)
- 原由子:Keyboards, Vocal(#1,2)
- 関口和之:Bass(#1,2)
- 松田弘:Drums(#1,2)
- 野沢秀行:Percussion(#1,2)

- PARADISE
  - 山本拓夫:Tenor Sax
  - 角谷仁宣:Computer Programming
- CRY 哀 CRY
  - 角谷仁宣:Computer Pragramming

## 収録アルバム
| 曲名       | 作品名 |
| ---------- | ------ |
| PARADISE   | さくら |
| CRY 哀 CRY | さくら |

## ミュージック・ビデオ収録作品
| 曲名       | 作品名                                      | 備考                       |
| ---------- | ------------------------------------------- | -------------------------- |
| PARADISE   | SPACE MOSA 〜SPACE MUSEUM OF SOUTHERN ART〜 | 一部のみ収録。現在は廃盤。 |
| CRY 哀 CRY | 未収録                                      |                            |

## ライブ映像作品
| 曲名       | 作品名                                                                                            | 備考         |
| ---------- | ------------------------------------------------------------------------------------------------- | ------------ |
| PARADISE   | 1998 スーパーライブ in 渚園                                                                       |              |
| CRY 哀 CRY | 1998 スーパーライブ in 渚園                                                                       |              |
| CRY 哀 CRY | SPACE MOSA 〜SPACE MUSEUM OF SOUTHERN ART〜                                                       | 現在は廃盤。 |
| CRY 哀 CRY | LIVE TOUR 2019 “キミは見てくれが悪いんだから、アホ丸出しでマイクを握ってろ!!” だと!? ふざけるな!! |              |